# Bartolovec
Bartolovec is een plaats in de gemeente Trnovec Bartolovečki in de Kroatische provincie Varaždin. De plaats telt 782 inwoners (2001).